# Szrafowanie

Trzy grupy tynktur

Szrafowanie (nazywane też kreskowaniem) – metoda oddawania kolorów lub stopni szarości za pomocą cienkich, równoległych lub krzyżujących się kresek. Metoda zastępcza stosowana w wielu technikach rysunkowych lub graficznych nie umożliwiających posługiwania się półtonami. Kreski mogą być ciągłe, przerywane lub nawet składające się z rzędów kropek, mogą być o stałej lub różnej gęstości. Szrafowanie może być też stosowane do cieniowania lub ukazania trójwymiarowości motywu obrazu.

## Szraf
Szraf (z niem. Schraffe – kreska) lub deseń (fr. dessin – rysunek, wzór) – to rysunek lub układ linii tworzący określony wzór.
Szrafy (desenie) stosuje się często na mapach. Spotyka się różne szrafy: równoległe lub krzyżujące się linie ciągłe lub przerywane (kreskowanie), także wzory z regularnie powtarzających się znaków (np. kropek, sygnatury drzewa, opisu).
Przykłady najczęściej stosowanych szrafów:
- tereny podmokłe – poziome przerywane niebieskie lub granatowe kreski
- pustynie – brązowe lub szare kropki
- tereny zalesione – zielone kreski, kropki lub powtarzające się znaki drzewa.

Zobacz też: DTP

## Szrafirunek
Szrafirunek (z niem. Schraffierung) – metoda odwzorowania kolorów i futer heraldycznych (tynktur). Szrafirunek wykorzystywany był w miedziorytach, a szczególnego znaczenia nabrał w momencie pojawienia się druku. Dziś szrafirunek stosuje się, gdy dana technika powielania nie umożliwia stosowania barw oryginalnych lub, gdy oddawanie kolorów jest możliwe, lecz zbyt kosztowne.
W starszych książkach spotyka się też określenie „sztafowanie”.

## Przykłady szrafowania i szrafirunku

Szrafirunek metali
złoto
srebro
stal

Szrafirunek kolorów podstawowych
zielony
szary
purpura
niebieski
czerwony
czarny
brunatny

Szrafirunek kolorów dodatkowych
naturalny
cielisty

Szrafirunek futer
gronostaj
łasica
sobol